# Ohrförmiger Weißseitling
Der Ohrförmige Weißseitling oder Ohrförmige Seitling (Pleurocybella porrigens, Syn. Phyllotus porrigens, Nothopanus porrigens) ist eine über die Nordhalbkugel weit verbreitete Pilzart der Champignonartigen (Agaricales), die in Japan bei nierenkranken Personen zu Todesfällen geführt hat.

## Merkmale

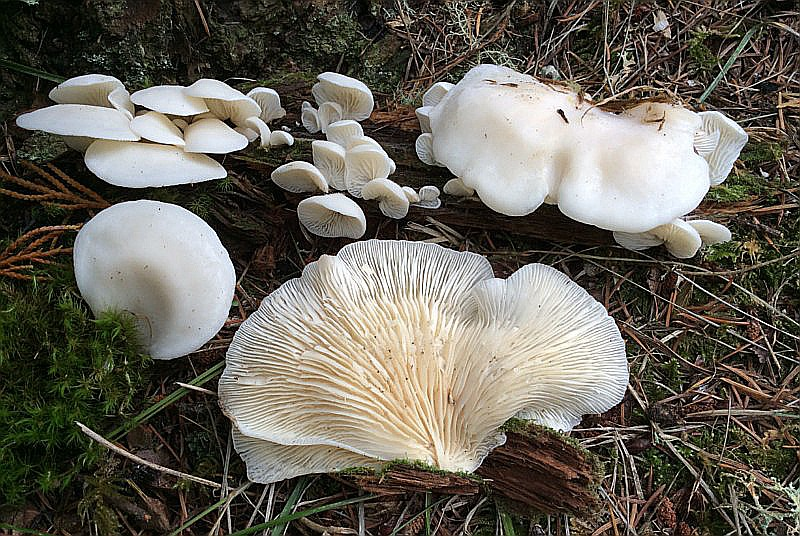
Die Art ist stiellos. Die Lamellen laufen an der Anwuchsstelle zusammen.

### Makroskopische Merkmale
Die recht dünnfleischigen Fruchtkörper des Ohrförmigen Weißseitlings wachsen meist büschelig oder dachziegelartig übereinander. Sie sind stiellos (manchmal mit stummelartigem Stiel), 2–10(12) cm lang und 2–5 cm breit und spatel- bis ohr-, später muschelförmig. Die weißen bis cremegelblichen und im Alter manchmal etwas gilbenden Lamellen haben glatte Schneiden, stehen gedrängt, sind teilweise gegabelt und laufen an der Anwuchsstelle in einem Punkt zusammen. Die Hutoberfläche ist durchscheinend bis opak, weiß bis schwach cremegelblich im Alter, glatt und höchstens am Rand und an der Anwuchsstelle feinfilzig, im Alter aber verkahlend, am Rand durchscheinend gerieft und erst eingerollt, später flatterig und gelappt. Das Fleisch ist weißlich, dünn, nirgends gelatinös und riecht und schmeckt unauffällig pilzartig bis schwach krautig. Das Sporenpulver ist weiß.

### Mikroskopische Merkmale
Die Lamellentrama ist irregulär und mit Schnallen an den Septen. Die Basidien sind meist vier-, selten ein- oder zweisporig. Die Sporen sind (4,5)5–7,5(8,5) µm groß, glatt, rundlich bis elliptisch-tropfenförmig und haben keinen Keimporus, aber einen deutlichen Apiculus. Sie sind inamyloid und acyanophil. Die Cheilozystiden entwickeln sich erst im Alter und überragen die Basidien dann um bis zu 50 µm, sind schlauchförmig bis knorrig und an der Spitze oft gegabelt.

## Vorkommen

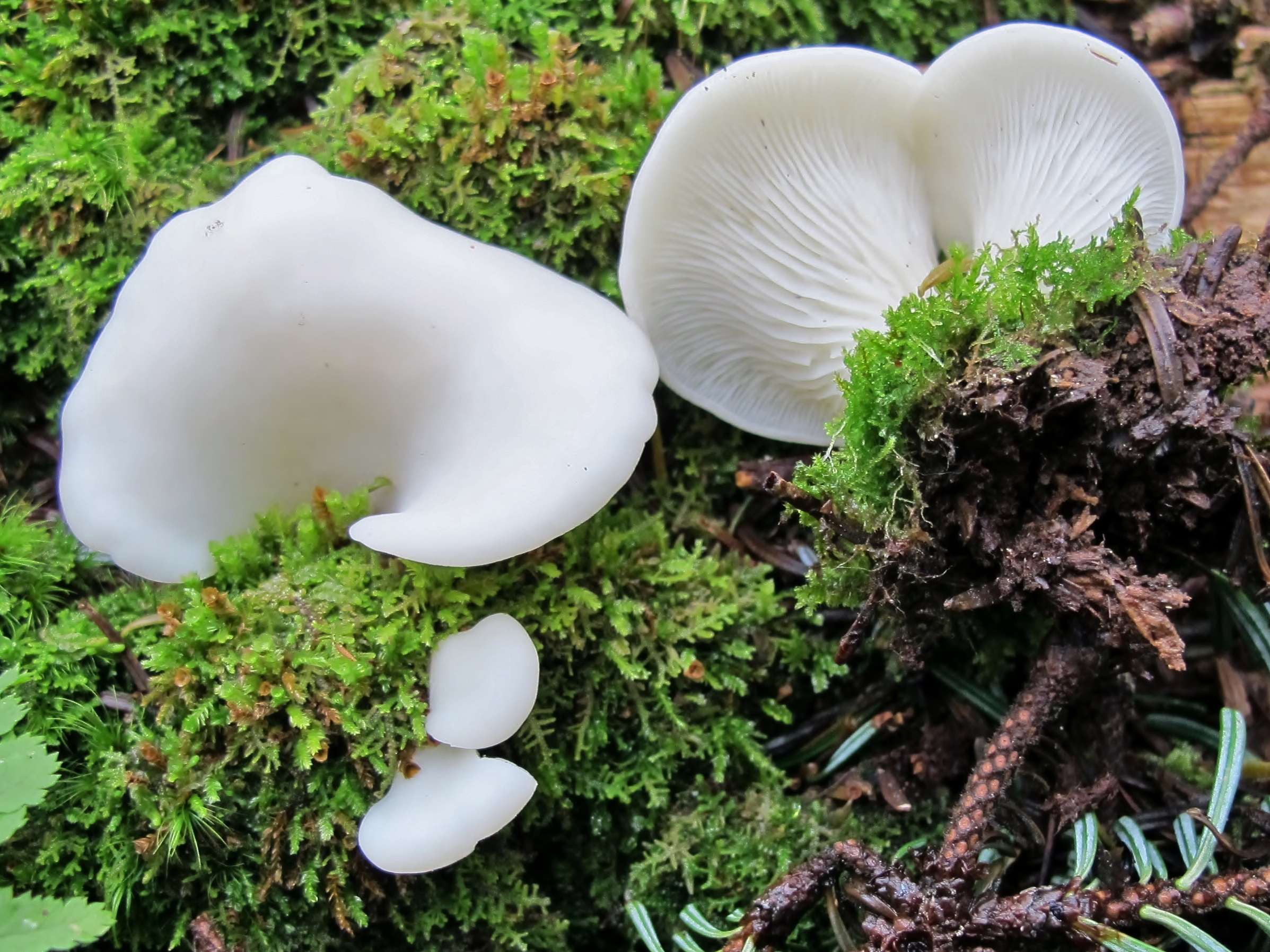
Junge Exemplare an einem moosigen Baumstumpf.

### Verbreitung
Die Art kommt als Kosmopolit auf der nördlichen Hemisphäre in den USA, im Norden und an der Westküste Kanadas, in China, Japan, Korea, Sibirien und Indonesien vor. In Europa wurden Funde aus Deutschland, Italien, Rumänien, Großbritannien Liechtenstein, der Schweiz, Polen, der Slowakei und Tschechien, sowie Estland vermeldet. Außerdem kommt die Art in den Küstenregionen Fennoskandinaviens vor.
In Deutschland kommt die Art fast ausschließlich südlich des 51. Breitengrads vor. Sie ist sub- bis hochmontan verbreitet, meist zwischen 400 und 1000 Metern über dem Meeresspiegel. Am häufigsten fruktifiziert der Ohrförmige Seitling im Alpenvorland, Bayerischen Wald, Thüringer Wald und dem Harz.

### Ökologie und Phänologie
Der Ohrförmige Weißseitling wächst saprobiontisch an totem Nadelholz, an Stümpfen, liegenden Stämmen oder dickeren Ästen in der Optimal- bis Finalphase der Vermorschung (auch an feucht liegendem, verbautem Holz). Er bevorzugt kühle und feuchte Umgebungen, kommt gern auf bemoostem, feuchten Holz auf oft moorigen, nährstoff- und basenarmen Böden vor. In Mitteleuropa werden Fichten und Weiß-Tannen als Substrate bevorzugt, während in Nordeuropa Kiefern das häufigste Substrat darstellen. Außerhalb Europas werden auch weitere Nadelbäume besiedelt, beispielsweise Hemlocktannen in Nordamerika oder die Japanische Zeder in Japan.
Die Art fruktifiziert von August bis Anfang November, bei kühler, feuchter Witterung bereits ab Ende Juni.

### Bestand und Gefährdung
Die Art steht in mehreren europäischen Staaten auf der Roten Liste. Die Rote Liste der gefährdeten Pilzarten Deutschlands listet die mäßig häufige Art als ungefährdet, weil keine langfristige Abnahme der Bestände erkennbar ist.

## Bedeutung

### Verwendung als Speisepilz
Der Ohrförmige Weißseitling wurde in Deutschland aufgrund seiner Seltenheit nur vereinzelt konsumiert. In Japan galt er lange als beliebter Speisepilz, der beispielsweise in Miso-Suppen vielfach gegessen wurde, bis im Jahr 2004 infolge einer Massenfruktifikation der Art durch günstige Witterungsbedingungen 50 Vergiftungsfälle auf den Pilz zurückgeführt werden konnten, von denen 15 tödlich endeten.

### Toxikologie

Hydrolyse von Pleurocybellaziridin (1) zu einer toxischen (2) und einer atoxischen Aminosäure (3).

René Flammer beschrieb 2005 das Pleurocybella-Syndrom. Nach einer für Pilzvergiftungen sehr langen Latenzzeit von 1 bis 31, durchschnittlich 9 Tagen tritt eine akute Enzephalopathie auf. Die ersten Symptome sind Verwirrtheit und Ataxie, begleitet von Myoklonien, Spasmen und Bewusstseinsstörungen bis hin zum Koma. Einige Tage später folgen schwere Krampfanfälle, die oft zum Status epilepticus und schließlich zum Tod durch zentrale Atemlähmung und Herzversagen führen. Außerdem treten schwere Hirnödeme, Demyelinisationen und zystische Erweichungsherde in der Groß- und Kleinhirnrinde, im Hirnstamm und Putamen auf. Im Gegensatz zu anderen Pilzvergiftungen läuft das Pleurocybella-Syndrom ohne ein gastrointestinales Syndrom und Magen-Darm-Beschwerden ab. Von der Vergiftung betroffen sind ausschließlich Personen mit eingeschränkter Nierenfunktion, insbesondere solche, die sich regelmäßig einer Hämodialyse-Behandlung unterziehen müssen.
Nach einigen Jahren Forschungsarbeit wurde 2010 Pleurocybellaziridin (3,3-Dimethylaziridin-2-carbonsäure) als hoch reaktiver Aziridin-Aminosäure-Vorläufer der toxischen Aminosäuren, die für die Symptome verantwortlich sind, identifiziert. Da das Toxin über die Niere ausgeschieden wird, erkranken nierengesunde Menschen nicht, während sich das Toxin bei nierenkranken Personen im Körper anreichert, die Blut-Hirn-Schranke passiert und schließlich die Enzephalopathie verursacht.
Allerdings scheint der Pleurocybellaziridin-Gehalt in den Pilzfruchtkörpern je nach Jahr und Region zu schwanken, weshalb nicht immer Toxine in kritischer Menge ausgebildet werden. So sind Fälle bekannt, in denen nierenkranke Personen infolge des Verzehrs von Ohrförmigen Weißseitlingen keine Symptome entwickelten.
Bereits 1997 starb eine nierenkranke und dialysepflichtige Frau infolge des Konsums von Ohrförmigen Weißseitlingen. Besonders in den Jahren 2004 und 2007 kam es in Japan zu einer Vielzahl von Vergiftungen nierengeschädigter Personen, wovon etliche tödlich endeten. Aufgrund einer Warnung der japanischen Gesundheitsbehörde vor dem Konsum des Pilzes gingen die Vergiftungen seitdem deutlich zurück.
Vergiftungen mit dem Ohrförmigen Weißseitling sind bisher ausschließlich aus Japan bekannt.

## Artabgrenzung

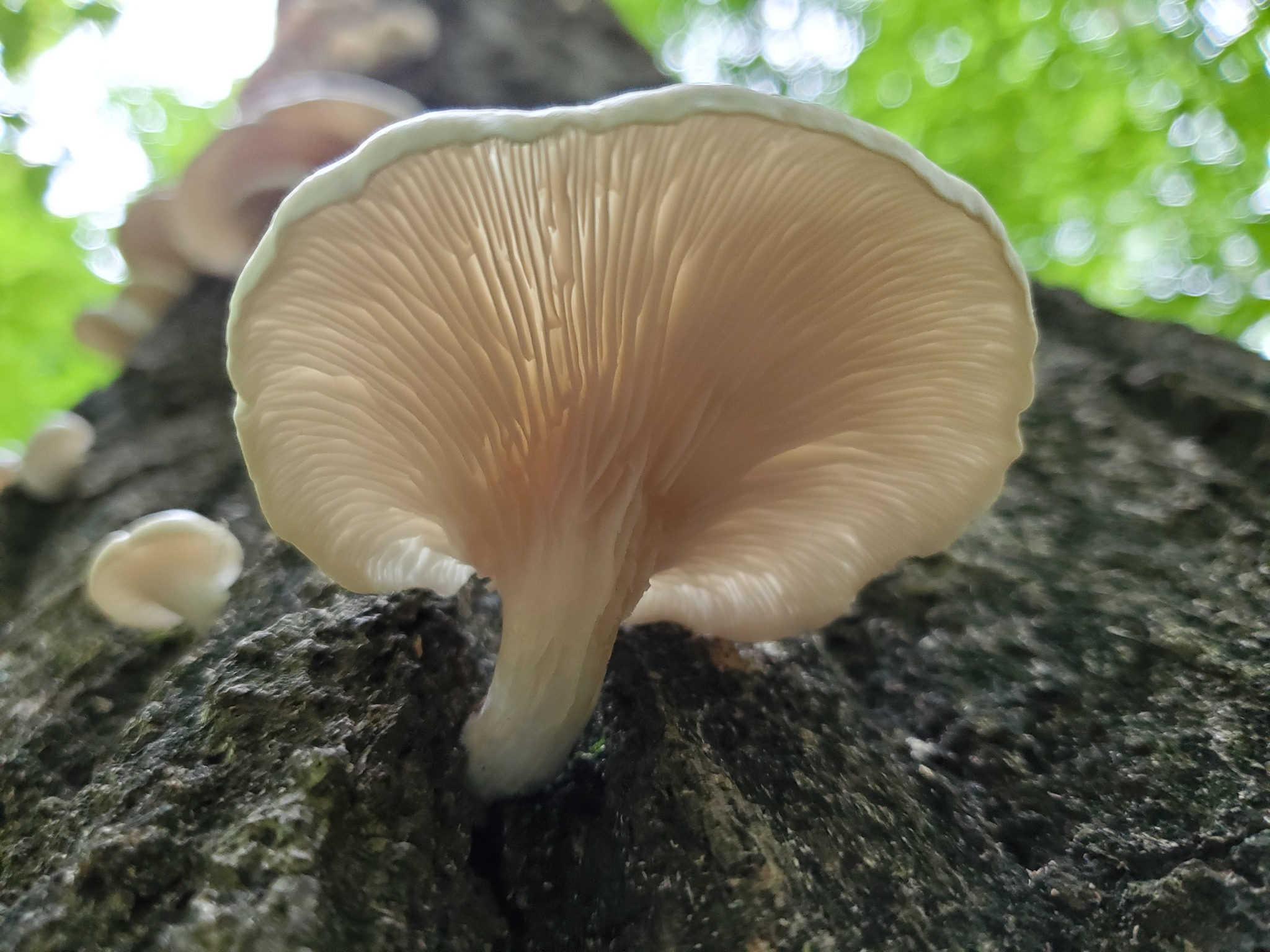
Bei echten Seitlingen wie dem Lungen-Seitling münden die Lamellen in den Stiel.

Die Art ist an der Kombination von ihrem Wachstum an Nadelholz und den durchscheinend weißlichen, besonders jung eingerollten und stiellosen Fruchtkörpern gut erkennbar.
Echte Seitlinge (Pleurotus) wie der Lungen- oder der Austern-Seitling wachsen meist an Laubholz. An Nadelholz wachsende Exemplare können anhand ihrer dickeren, oft bräunlich oder blaugräulich gefärbten Fruchtkörper, weiße Exemplare anhand ihres Stiels unterschieden werden.
Stummelfüßchen (Crepidotus) sind nicht eingerollt, zumeist kleiner und haben braunes Sporenpulver. Die größte Art, das Gallertfleischige Stummelfüßchen, hat zudem eine gallertartig dehnbare Huthaut.
Der Milde Zwergknäueling (Panellus mitis) bleibt mit bis zu 3 Zentimetern kleiner und hat einen abgesetzten, striegeligen Stiel.
Der seltene Kreide-Muscheling (Cheimonophyllum candidissimum) ist kleiner, nicht eingerollt und wächst an Laubholz.

## Namensgebung

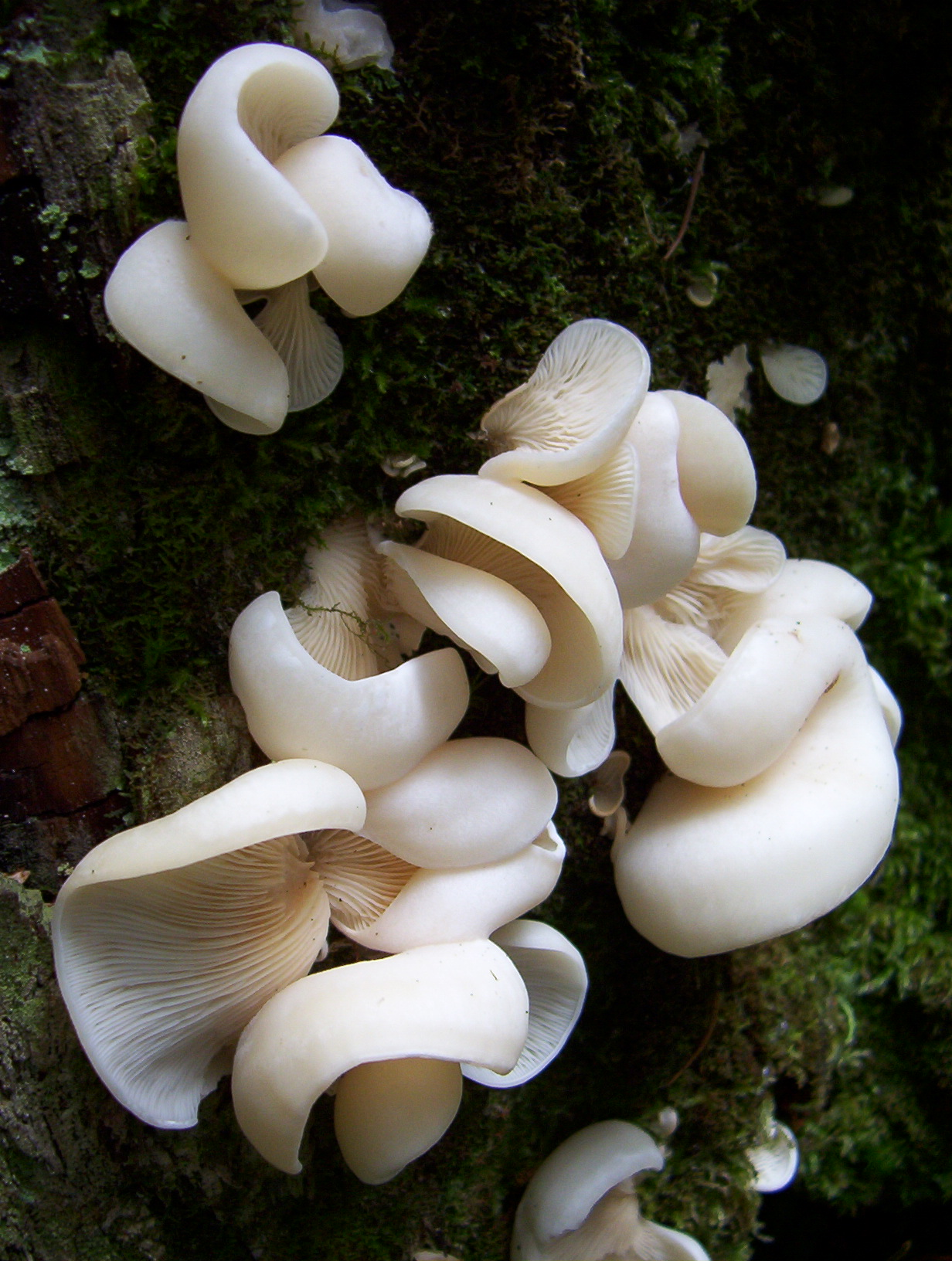
Typischerweise sind die Fruchtkörper jung eingerollt.

### Etymologie
Der Gattungsname setzt sich aus den griechischen Wörtern „pleuron“, was mit „laterale Seite“ übersetzt werden kann, und „kybe“, was „Kopf“ bedeutet, sowie dem lateinischen Suffix „-ella“, was eine Verkleinerungsform darstellt, zusammen.
Das Epitheton porrigens bedeutet „sich ausstreckend“.

### Anderssprachige Trivialnamen
Als Kosmopolit besitzt der Ohrförmige Weißseitling zahlreiche Trivialnamen in unterschiedlichen Sprachen. Im Englischen ist der Pilz beispielsweise unter dem Namen „Angel´s Wing“ bekannt, bezugnehmend auf seine engelsflügelartige Form. Im Französischen heißt er „Pleurote étalé“ („Ausgebreiteter Seitling“). Im Dänischen wird er „Kridthat“ („Kreidehut“) genannt, im Schwedischen „Öronmussling“ („Ohrmuscheling“), im Tschechischen „Hlíva ušatá“ („austernohrig“) und im Finnischen „Korvavinokas“ („schräg wachsendes Ohr“). Der japanische Name des Pilzes ist „Sugihiratake“, in Bezug auf sein Substrat Japanische Zeder („Sugi“) und das japanische Wort für Pilz („take“).

## Taxonomie und Systematik
Die Art wurde 1796 von Christian Hendrik Persoon als Agaricus porrigens erstbeschrieben. Nachdem das Taxon mehrfach umkombiniert wurde, darunter in die Gattungen Pleurotus und Phyllotus, wurde es 1947 von Rolf Singer in die Gattung Pleurocybella gestellt.
Die taxonomische Einordnung der Art ist unklar. Sie wurde bereits als Teil der Ritterlingsverwandten (Tricholomataceae), Schwindlingsverwandten (Marasmiaceae) und Borstenkorallenverwandten (Pterulaceae) interpretiert. Phylogenetische Untersuchungen ergaben eine recht wahrscheinliche Verwandtschaft (euMP, 61 %) mit dem Weißen Hängeröhrchen (Henningsomyces candidus) und dem Orangeseitling (Phyllotopsis nidulans). Uneinigkeit besteht außerdem darüber, ob die Gattung weitere Arten aus Südamerika enthält oder ob diese in andere Gattungen gestellt werden müssen.
Möglicherweise werden mehrere Arten unter dem Namen Pleurocybella porrigens zusammengefasst. In Japan konnten aus verschiedenen Aufsammlungen zwei genetisch unterschiedliche Populationen nachgewiesen werden, die nicht anhand des Substrats oder der geografischen Herkunft unterschieden werden konnten.